# Campeonato Mundial de Natação em Piscina Curta de 2021 - 400 m medley masculino
A prova dos 400 metros nado medley masculino do Campeonato Mundial de Natação em Piscina Curta de 2021 foi disputado no dia 20 de dezembro de 2021, na Etihad Arena, em Abu Dhabi, nos Emirados Árabes Unidos.

## Recordes
Antes desta competição, os recordes mundiais e do campeonato nesta prova eram os seguintes:
|                       | Nome        | Nacionalidade  | Tempo   | Local     | Data                   |
| --------------------- | ----------- | -------------- | ------- | --------- | ---------------------- |
| Recorde mundial       | Daiya Seto  | Japão          | 3:54.81 | Las Vegas | 20 de dezembro de 2019 |
| Recorde do campeonato | Ryan Lochte | Estados Unidos | 3:55.50 | Dubai     | 16 de dezembro de 2010 |

## Medalhistas
| Ouro             | Prata        | Bronze              |
| Daiya Seto (JPN) | Ilya Borodin | Carson Foster (USA) |

## Resultados

### Eliminatórias
As eliminatórias ocorreram dia 20 de dezembro com um total de 18 nadadores.
| Colocação | Bateria | Raia | Nadador                | Nacionalidade              | Tempo   | Notas            |
| --------- | ------- | ---- | ---------------------- | -------------------------- | ------- | ---------------- |
| 1         | 3       | 4    | Daiya Seto             | Japão                      | 4:00.84 | Q                |
| 2         | 3       | 1    | Carson Foster          | Estados Unidos             | 4:02.63 | Q                |
| 3         | 2       | 4    | Ilya Borodin           | Federação Russa de Natação | 4:04.35 | Q                |
| 4         | 2       | 2    | Balázs Holló           | Hungria                    | 4:04.74 | Q                |
| 5         | 2       | 0    | Kieran Smith           | Estados Unidos             | 4:04.82 | Q                |
| 6         | 2       | 5    | Alberto Razzetti       | Itália                     | 4:05.05 | Q                |
| 7         | 3       | 0    | Eitan Ben Shitrit      | Israel                     | 4:07.55 | Q                |
| 8         | 2       | 6    | Brandonn Almeida       | Brasil                     | 4:08.29 | Q                |
| 9         | 3       | 6    | Andreas Vazaios        | Grécia                     | 4:09.53 |                  |
| 10        | 3       | 8    | Héctor Ruvalcaba       | México                     | 4:10.83 | Recorde nacional |
| 11        | 3       | 2    | Daniil Pasynkov        | Federação Russa de Natação | 4:11.74 |                  |
| 12        | 1       | 4    | Miguel Cancel          | Porto Rico                 | 4:13.12 |                  |
| 13        | 1       | 5    | Aflah Fadlan Prawira   | Indonésia                  | 4:13.61 | Recorde nacional |
| 14        | 3       | 9    | Erick Gordillo         | Guatemala                  | 4:14.58 | Recorde nacional |
| 15        | 1       | 3    | Nguyễn Hữu Kim Sơn     | Vietname                   | 4:15.71 |                  |
| 16        | 3       | 7    | Leonardo Coelho Santos | Brasil                     | 4:19.16 |                  |
| 17        | 1       | 6    | Simon Bachmann         | Seicheles                  | 4:30.97 |                  |
| 18        | 1       | 7    | Rashad Alguliyev       | Azerbaijão                 | 4:32.30 |                  |
| 19        | 1       | 2    | Brandon Schuster       | Samoa                      | DNS     |                  |
| 19        | 2       | 1    | Wang Shun              | China                      | DNS     |                  |
| 19        | 2       | 3    | Tomoe Hvas             | Noruega                    | DNS     |                  |
| 19        | 2       | 7    | José Paulo Lopes       | Portugal                   | DNS     |                  |
| 19        | 2       | 8    | Richard Nagy           | Eslováquia                 | DNS     |                  |
| 19        | 2       | 9    | Jaouad Syoud           | Argélia                    | DNS     |                  |
| 19        | 3       | 3    | Max Litchfield         | Reino Unido                | DNS     |                  |
| 19        | 3       | 5    | Duncan Scott           | Reino Unido                | DNS     |                  |

### Final
A final foi realizada em 20 de dezembro.
| Colocação         | Raia | Nadador           | Nacionalidade              | Tempo   | Notas            |
| ----------------- | ---- | ----------------- | -------------------------- | ------- | ---------------- |
| Medalha de ouro   | 4    | Daiya Seto        | Japão                      | 3:56.26 |                  |
| Medalha de prata  | 3    | Ilya Borodin      | Federação Russa de Natação | 3:56.47 | , WJR            |
| Medalha de bronze | 5    | Carson Foster     | Estados Unidos             | 3:57.99 |                  |
| 4                 | 7    | Alberto Razzetti  | Itália                     | 3:59.57 | Recorde nacional |
| 5                 | 2    | Kieran Smith      | Estados Unidos             | 4:03.29 |                  |
| 6                 | 1    | Eitan Ben Shitrit | Israel                     | 4:08.31 |                  |
| 7                 | 8    | Brandonn Almeida  | Brasil                     | 4:08.77 |                  |
| 8                 | 6    | Balázs Holló      | Hungria                    | 4:11.26 |                  |

Legenda
| Recorde mundial       | Recorde mundial (World record)               |                       | Recorde africano                      | Recorde africano (African) |                                           | Q | Classificado por posição (Qualified) |
| Recorde do campeonato | Recorde do campeonato (Championship record)  | Recorde da América    | Recorde da América (Americas)         | q                          | Classificado por melhor tempo (Qualified) |   |                                      |
| Melhor marca do ano   | Melhor marca do ano (World leading)          | Recorde asiático      | Recorde asiático (Asian)              | DNS                        | Não largou (Did not start)                |   |                                      |
| Recorde nacional      | Recorde nacional (National record)           | Recorde europeu       | Recorde europeu (European)            | DNF                        | Não terminou (Did not finish)             |   |                                      |
| Recorde pessoal       | Recorde pessoal do atleta (Personal best)    | Recorde da Oceania    | Recorde da Oceania (Oceania)          | DSQ / DQ                   | Desclassificado (Disqualified)            |   |                                      |
| Recorde da temporada  | Recorde da temporada do atleta (Season best) | Recorde sul-americano | Recorde sul-americano (South America) | NM                         | Sem marca (No mark)                       |   |                                      |